# Ceratopogon oreinus
Ceratopogon oreinus är en tvåvingeart som beskrevs av Remm 1974. Ceratopogon oreinus ingår i släktet Ceratopogon och familjen svidknott. Inga underarter finns listade i Catalogue of Life.